# Балтички језици
Балтички језици су група језика у оквиру индоевропске језичке породице. Говоре се на простору јужне и југоисточне обале Балтичког мора. Ова група обухвата само два жива језика: литвански и летонски језик (постојало је још неколико језика који су током времена изумрли — старопруски језик је нестао крајем 17. или почетком 18. века). Ова два језика су блиско генетски повезана, али говорници ова два језика се ипак не разумеју међусобно. Ови језици имају око 6 до 6,5 милиона говорника, већина у Литванији и Летонији.

## Везе са другим језичким породицама
Ови језици (нарочито литвански) још увек садрже неке особине праиндоевропског језика и због тога су значајни у лингвистици. Од данашњих језика најблискији су словенским језицима, па се често говори о балтословенској групи језика. На речник су, поред словенских, утицали и германски и уралски језици.

## Језици
- Источни огранак:
  - латгалски (званично дијалекат летонског)
  - литвански
  - летонски
  - куршки (старокуршки) †
  - самогитски (званично дијалекат литванског)
  - селонски †
  - семигалски †
- Западни огранак:
  - галиндски †
  - пруски (старопруски) †
  - судовски †
  - скалвски †